# 美山町立仲越小学校
美山町立仲越小学校（みやまちょうりつ なかごししょうがっこう）は、かつて岐阜県山県郡美山町（現・山県市）に存在した公立小学校。

## 概要
- 美山町神崎の最北部（武儀川支流の神崎川の最上流部）の集落、仲越が校区であった。

## 沿革
- 1926年（大正15年）7月 - 山県郡北山村大字神埼字仲越に北山尋常高等小学校仲越分教場を設置。
- 1941年（昭和16年）4月1日 - 北山国民学校仲越分教場となる。
- 1947年（昭和22年）4月1日 - 北山村立北山小学校仲越分校となる。北山中学校仲越分校を併設。
- 1955年（昭和30年）4月1日 - 山県郡富波村、谷合村、葛原村、北山村、北武芸村、西武芸村と武儀郡乾村が合併し美山村が発足。同時に美山村立北山小学校仲越分校となる。
- 1964年（昭和39年）4月1日 - 町制施行により美山町となる。同時に美山町立北山小学校仲越分校に改称する。
- 1970年（昭和45年）4月1日 - 美山町立仲越小学校として独立する。仲越中学校を併設。
- 1986年（昭和61年）3月31日 - 北山小学校に統合され廃校。

## その他
- 仲越小学校の校門付近は岐阜県道200号神崎高富線の起点となっていた。2018年現在も県道200号の起点は、その場所である。
- この地域は豪雪地帯であり、仲越集落は2003年から冬季無人集落となっている。また、県道200号は山県市神崎字仲越から山県市神崎字伊住戸の間が冬季通行止となっている。